# Такуарал-ди-Гояс
Такуарал-ди-Гояс (порт. Taquaral de Goiás)  —  муниципалитет в Бразилии, входит в штат Гояс. Составная часть мезорегиона Центр штата Гойас. Входит в экономико-статистический  микрорегион Анаполис. Население составляет 3531 человек на 2006 год. Занимает площадь 201,392 км². Плотность населения — 16,0 чел./км².
Праздник города — 1 октября.

## История
Город основан 25 июля 1958 года.

## Статистика
- Валовой внутренний продукт на 2003 год составляет 14 983 589,00 реалов (данные: Бразильский институт географии и статистики).
- Валовой внутренний продукт на душу населения на 2003 год составляет 4414,73 реалов (данные: Бразильский институт географии и статистики).
- Индекс развития человеческого потенциала на 2000 год составляет 0,726 (данные: Программа развития ООН).

## География
Климат местности: тропический.